# Caracolí
Caracolí là một khu tự quản thuộc tỉnh Antioquia, Colombia. Thủ phủ của khu tự quản Caracolí đóng tại Caracolí Khu tự quản Caracolí có diện tích 260 ki lô mét vuông. Đến thời điểm ngày 28 tháng 5 năm 2005, khu tự quản Caracolí có dân số 6041 người.